# Maori (volk)

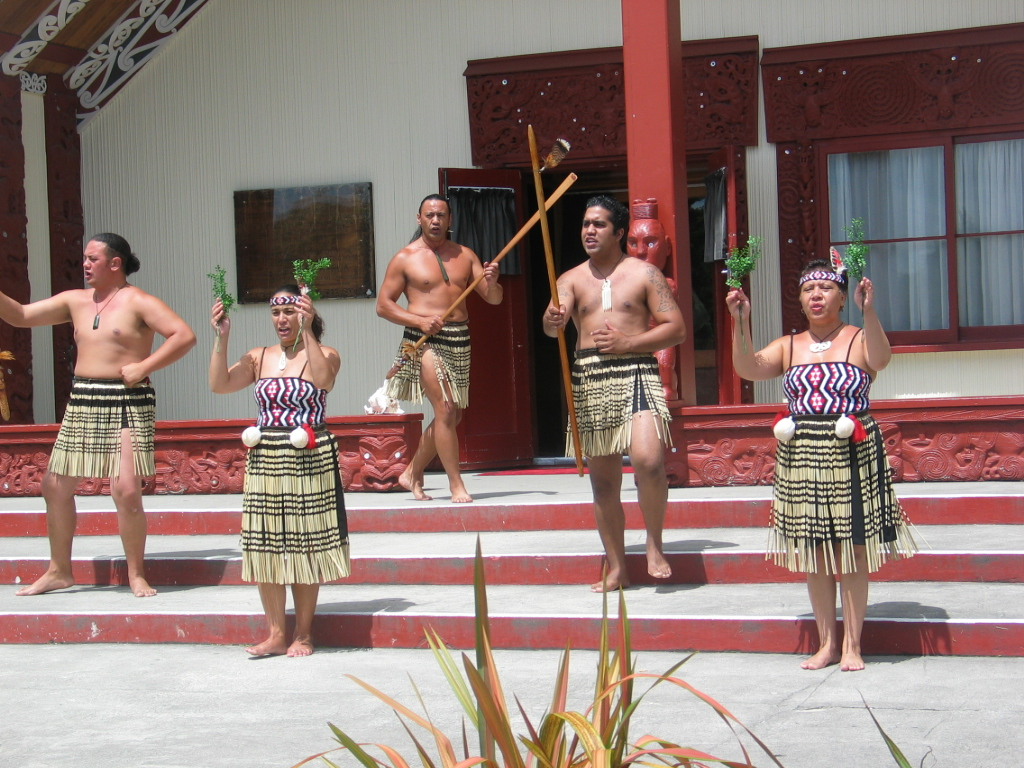
Welkom door Maori's in Rotorua, Nieuw-Zeeland

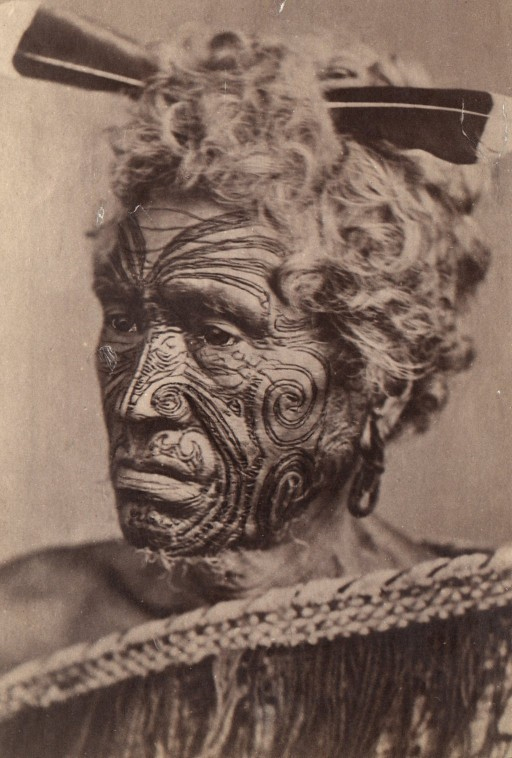
Maoriman met tatoeages, 1860-1889

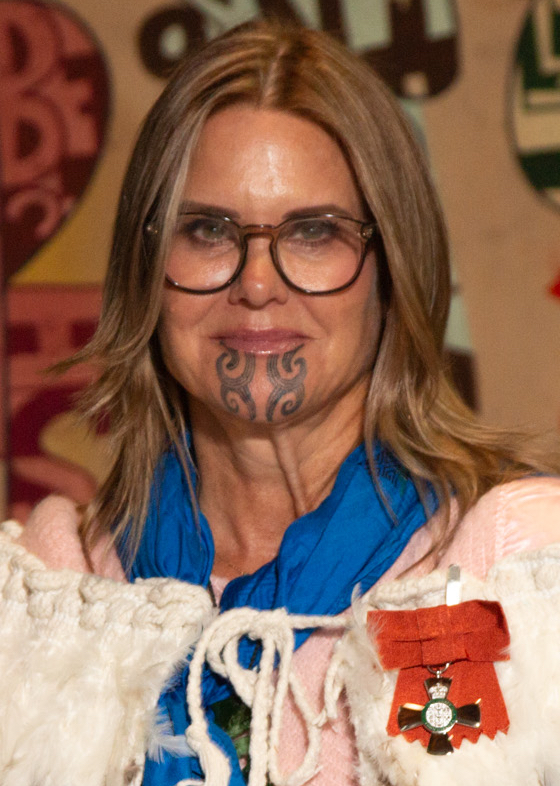
Hinemoa Elder, Nieuw-Zeelands tv-presentator en forensisch psychiater, met gezichtstatoeage

Maori is het Polynesisch volk dat Nieuw-Zeeland als eerste bewoonde. Hun taal heet ook het Maori. De Maori kwamen enkele eeuwen eerder dan de Europeanen op Nieuw-Zeeland, dat daarvoor nog onbewoond was.

## Betekenis
Het woord maori betekent 'normaal' of 'gewoon persoon' in het Maori. Het woord komt ook voor in andere Polynesische talen, zoals maoli in het Hawaïaans en Maohi in het Tahitiaans. Deze woorden staan voor 'oorspronkelijk, echt'.
De officiële schrijfwijze is Māori.
De naam Maori wordt ook gebruikt om de mensen en de taal van de Cookeilanden te beschrijven.

## Geschiedenis
Sommige bronnen melden dat de Maori's al in de vroege middeleeuwen naar Nieuw-Zeeland kwamen. Volgens hun eigen vertellingen woonden ze oorspronkelijk op Hawaïki en voeren ze in waka's (grote boten) weg, op zoek naar eten en nieuw land. Vanuit hun waka zagen ze in de verte een stuk land, met een lange, witte uitgestrekte wolk erboven, dat zij vanaf dan Aotearoa ('Land van de lange witte wolk') zouden noemen. Stammen konden onderling vaak en veelvuldig ruzie en ook oorlog hebben, maar Aotearoa was groot genoeg voor iedereen. De Maori bejoegen intensief de Moa's, grote, weerloze loopvogels, en beroofden ze door het platbranden van bossen van hun leefgebied, zodat ze waarschijnlijk rond 1400 al waren uitgestorven.
In de eerste helft van de 18e eeuw kwamen er meer Europeanen naar Nieuw-Zeeland, die een grote invloed op de Maori's hadden. Enerzijds brachten de Europeanen de vreemdste dingen mee van overzee en stonden zij daarom in hoog aanzien bij de Maori. Anderzijds hadden genoeg stammen door dat de Europeanen achter hun heilige grond aanzaten (die zij soms kochten voor een paar kilo zout), tot grote woede van de Maori. In een poging een eind te maken aan de onenigheden over land, werd op donderdag 6 februari 1840 door enkele Maori-stamhoofden en vertegenwoordigers van de Britse Kroon het Verdrag van Waitangi getekend.
In 1856 stelden de Maori's een centrale leider aan: koning Potatau I. Dit was een grote verandering voor de Maori's omdat ze nooit echt een leider hadden gekend, enkel stamhoofden. Het was een protest op de Britse kolonisatie. Het koningschap is een louter ceremoniële ambt, maar wel met een grote symbolische waarde. De monarch treedt op als afgezant om de belangen van het Maorivolk te verdedigen. Na het overlijden van de koning(in) is het niet erfopvolging die de opvolger bepaalt, maar wel een raad van vertegenwoordigers van de stammen die de nieuwe centrale leider aanduidt. In praktijk werd wel altijd een directe afstammeling van Potatau op de troon geplaatst. De huidige monarch is koningin Ngā Wai Hono i te Pō.
Na de door de stammen verloren Maori-oorlogen lag het land van de Maori er heel erg slecht bij. Het was bijna allemaal onbruikbaar om voedsel op te verbouwen. Door alle ziekten die er uit Europa over gekomen waren en als gevolg van de oorlog gingen er steeds meer Maori's dood. In 1769 waren er nog 120 000 Maori's, in 1896 waren dit er nog maar 42 000. In de 20e eeuw is het aantal Maori's weer gestegen naar zo'n 500 000. Dat is ongeveer 0,0083% van de wereldbevolking en 12,2% van de huidige Nieuw-Zeelandse bevolking.

## Cultuur

### Mythen en religie
De Maori's kennen verschillende mythen, waarin vaak hun voorouders de hoofdrol spelen. Deze voorvaders zijn voor de Maori's hun goden, die zij op verschillende wijzen aanbidden.
De mythen zijn vaak heroïsche verhalen met een sterke moraal, waarin een oude Maori-leider, die op de rug van een walvis bij hen kwam, de hoofdrol speelt.
Met de komst van de Europeanen naar Nieuw-Zeeland werden relatief veel Maori's bekeerd tot het christendom, maar enkele leiders waren vasthoudend aan de oude waarden en normen en hebben ervoor gezorgd dat de oude cultuur niet verloren is gegaan. In de Katholieke Kerk werden in 1944 de eerste Maori-priesters gewijd.

### Kunsten
Kapa haka (letterlijk 'team haka') is een traditionele danskunst die bestaat uit een combinatie van de dansvormen haka en poi en de liedsoorten waiata-ā-ringa en waiata koroua. Vanaf de twintigste eeuw werd de kapa haka ook overzee uitgevoerd. Sinds 1972 wordt hiervoor een competitie georganiseerd, het Te Matatini-festival. Er zijn kapa haka-groepen bij diverse openbare instellingen en het wordt uitgevoerd op toeristische plaatsen in het land. De haka wordt tegenwoordig voorafgaand aan rugbywedstrijden uitgevoerd door het Nieuw-Zeelandse rugbyteam.
Een andere traditie is die van gezichtstatoeages (Tā moko).

## Huidige situatie
Een groot deel van de Maori's leeft net zo als de later aangekomen bewoners van de eilanden. Een minderheid volgt  de gewoonten van hun voorouders en woont in de oude stamgebieden. Sommigen dragen nog de traditionele klederdracht en zijn voorzien van Tā moko, de grote gezichtstatoeages. 

## Trivia
- Bij een officiële begroeting van Maori's worden voorhoofd en neus tegen elkaar gedrukt: het voorhoofd is de plaats van gedachten en herinneringen aan de voorouders ("Ik laat jou toe in mijn familie"); de neus staat symbool van ademhalen, leven ("Ik wens jou adem, leven toe").
- De film over het leven van een Maori-familie in een sloppenwijk in Nieuw-Zeeland "Once Were Warriors", naar het gelijknamige boek geschreven door Alan Duff, sleepte in 1994 en 1995 in totaal 7 internationale filmprijzen in de wacht. Het boek kreeg een (wederom verfilmd) vervolg: "What Becomes of the Broken Hearted".
- Het enige Maori "wharenui" (groot huis) in de open lucht buiten Nieuw-Zeeland staat in Engeland, in de buurt van Guildford.